# Катакомбные святые

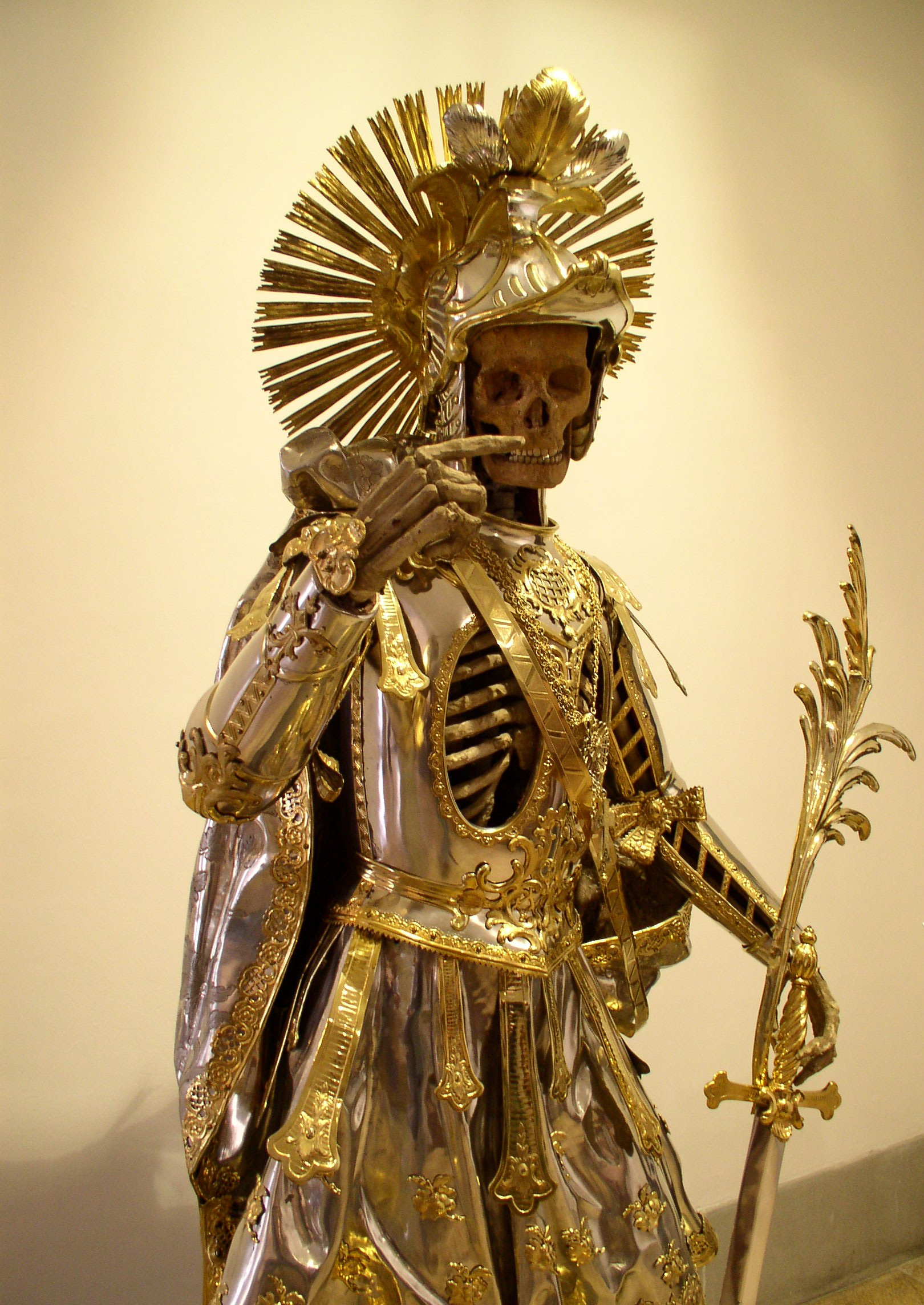
Мощи святого из катакомб святого Панкратия. Исторический музей г. Виль (Санкт-Галлен), Швейцария

«Катакомбные святые» (итал. corpo santo, дословно «святое тело») — останки первых римских христиан, извлечённые из катакомб, украшенные драгоценностями и переданные храмам в качестве реликвий.
Доподлинно неизвестно, кому именно принадлежат останки — считается, что претерпевшим мучения и смерть за веру членам римской христианской общины II—III веков, в период гонений насчитывавшей несколько десятков тысяч человек. Церковь формально не канонизировала безымянных римлян, похороненных в подземных катакомбах (как и подавляющее большинство мучеников первых веков христианства, поскольку процедура канонизации известна на Западе только с конца X века, однако традиция их почитания насчитывает уже много веков.

## История почитания
Римские катакомбы не раз становились для Церкви своего рода «резервным фондом»: впервые гробницы были вскрыты в 537 году, во время осады Рима Витигесом; останки святых были перенесены в городские храмы. Позднее, в начале IX века, по приказу папы Пасхалия I из катакомб были извлечены останки ещё 2300 святых.
Новый интерес к «катакомбным святым» проснулся у католиков в XVI веке, когда в Европе бушевала Реформация. 31 мая 1578 года рабочие, трудившиеся на винограднике неподалёку от Соляной дороги, обнаружили провал, ведущий в катакомбы. Обнаруженное ими помещение было заполнено скелетами (по оценкам специалистов, их насчитывалось от 500 до 750 тысяч). Католическая церковь поспешила объявить скелеты останками христианских мучеников, и с этого момента они стали предметом экспорта Римской курии. Около двух тысяч скелетов, черепов и просто костей были отправлены в католические приходы в центральной Европе (в основном в Германии, Австрии и Швейцарии), чтобы заменить мощи, уничтоженные во время протестантской Реформации.
В XVI—XVII веках святые останки приобрели огромную популярность, особенно в Германии: каждая маленькая церковка, монастырь стремились заполучить «своего» святого; нередко богатые семьи выписывали из Рима останки для своих домашних часовен.
На сегодняшний день бо́льшая часть останков «катакомбных святых» утрачена либо их местонахождение неизвестно. В 2013 году американский искусствовед Пол Кудунарис опубликовал книгу «Heavenly Bodies», в которой рассказал об обнаруженных им останках, до сих пор хранящихся в различных храмах.

## Описание
Перед тем как выставить останки на всеобщее обозрение в храме, их особым образом подготавливали. Каждая косточка покрывалась тончайшей тканью, на которую затем крепились драгоценности, после чего останки собирались в скелет. Нередко кости путались или оказывались не на своих местах, поскольку монахам и монахиням, которые этим занимались, не хватало познаний в анатомии. В других случаях скелет «облачался» в доспехи, также богато декорированные, или (псевдо)римские парадные одежды. Черепа инкрустировались золотом; в глазницы вставлялись драгоценные камни. Золото, дорогие ткани и драгоценности обычно преподносили местные богачи в качестве пожертвования. Иногда черепам, особенно повреждённым и с трещинами, делались лепные «маски», одновременно предохраняющие череп от дальнейшего разрушения и восполняющие отсутствующие части лица — нос, губы, веки. Весь процесс облачения и украшения останков мог занимать до пяти лет.
«Катакомбных святых» можно назвать образчиком барочной роскоши (то есть характерной для эпохи барокко). Пол Кудунарис полагает, что современникам богатое облачение останков должно было говорить о великолепии и высоком достоинстве, в соответствии с описанием Небесного Иерусалима в Откровении Иоанна Богослова, где неоднократно упоминаются драгоценные камни.

## Галерея

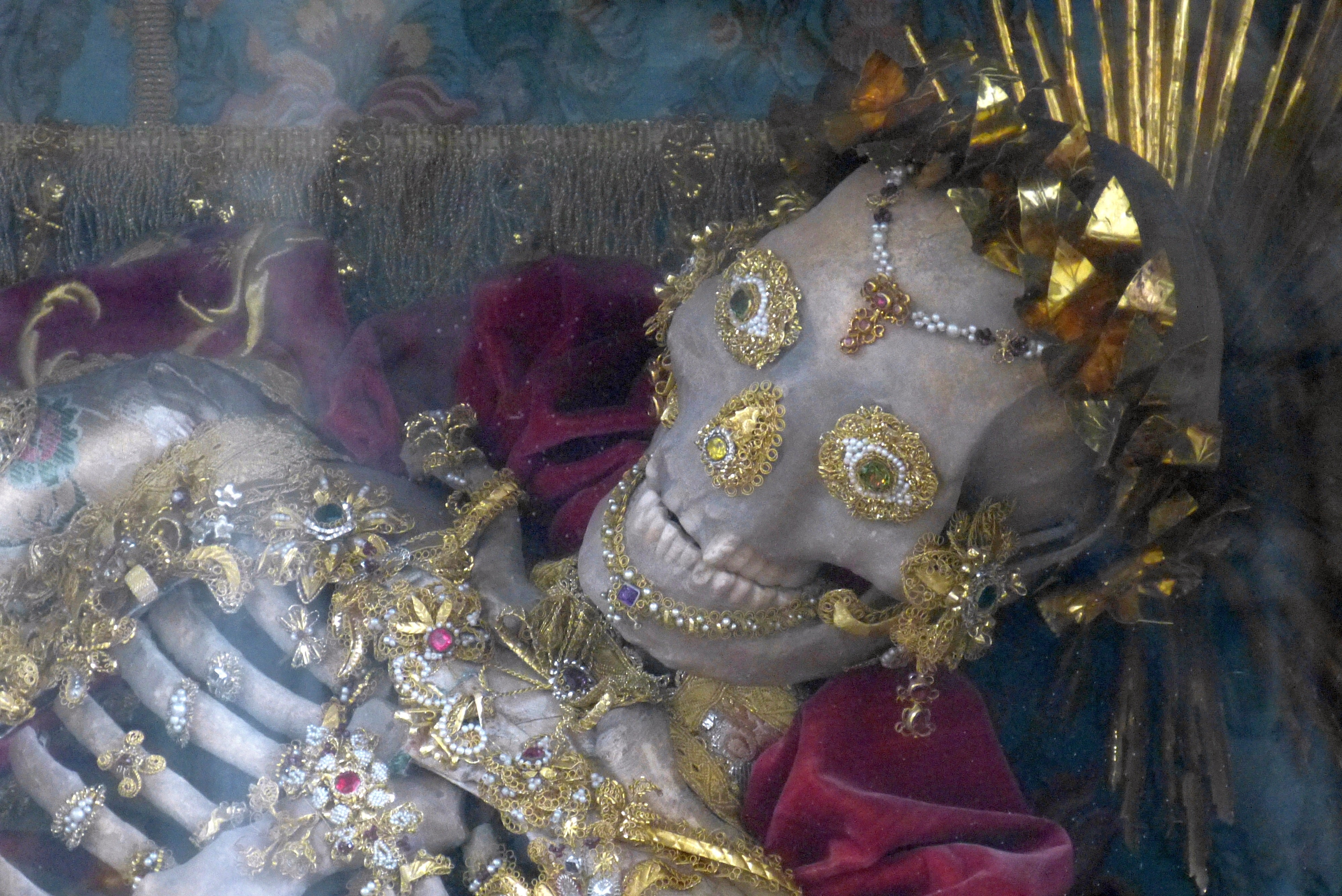
Скелет Св. Иннокентия (Базилика Святого Лаврентия, Кемптен)
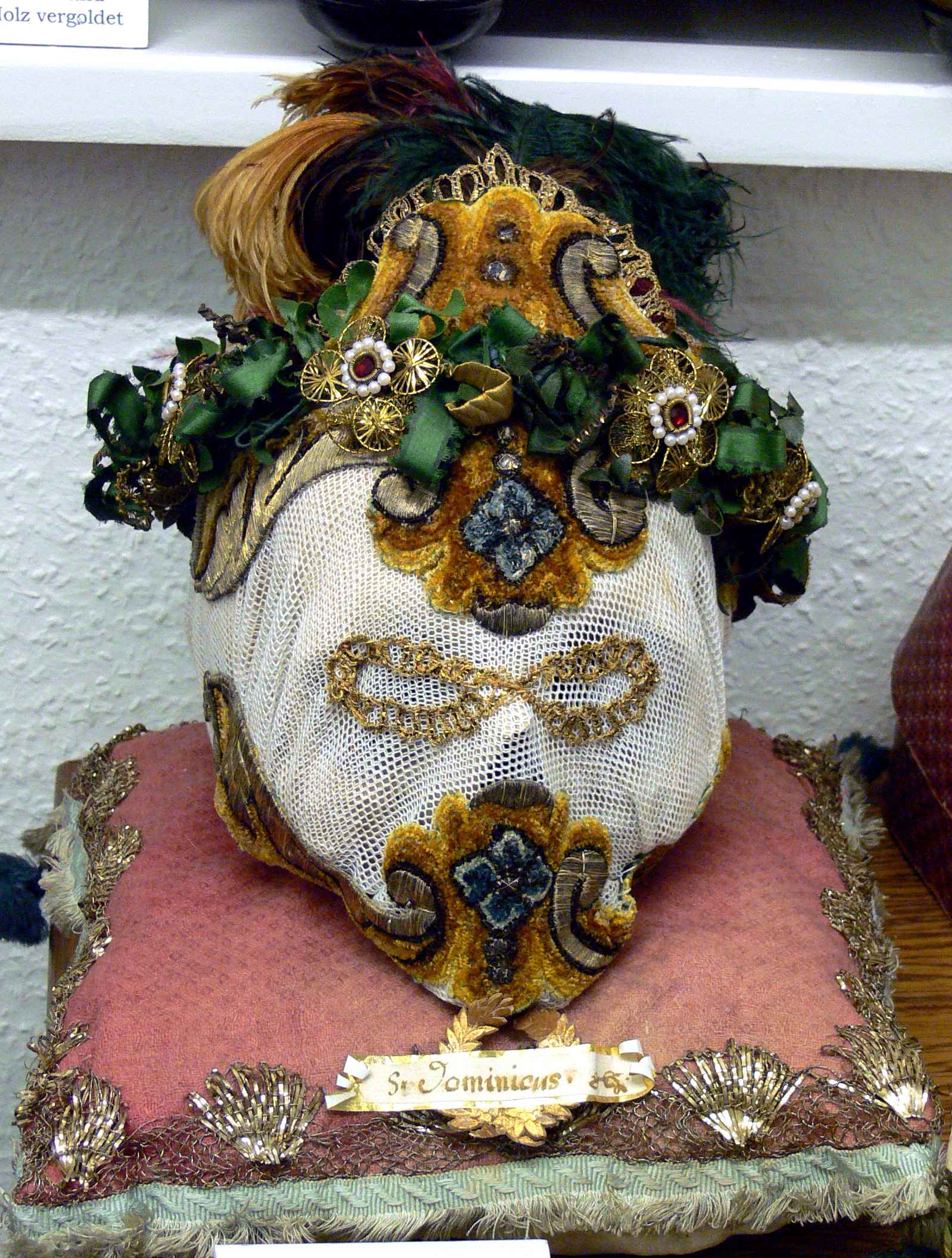
Череп Св. Доминика (Музей монашеской культуры, Вайнгартен)
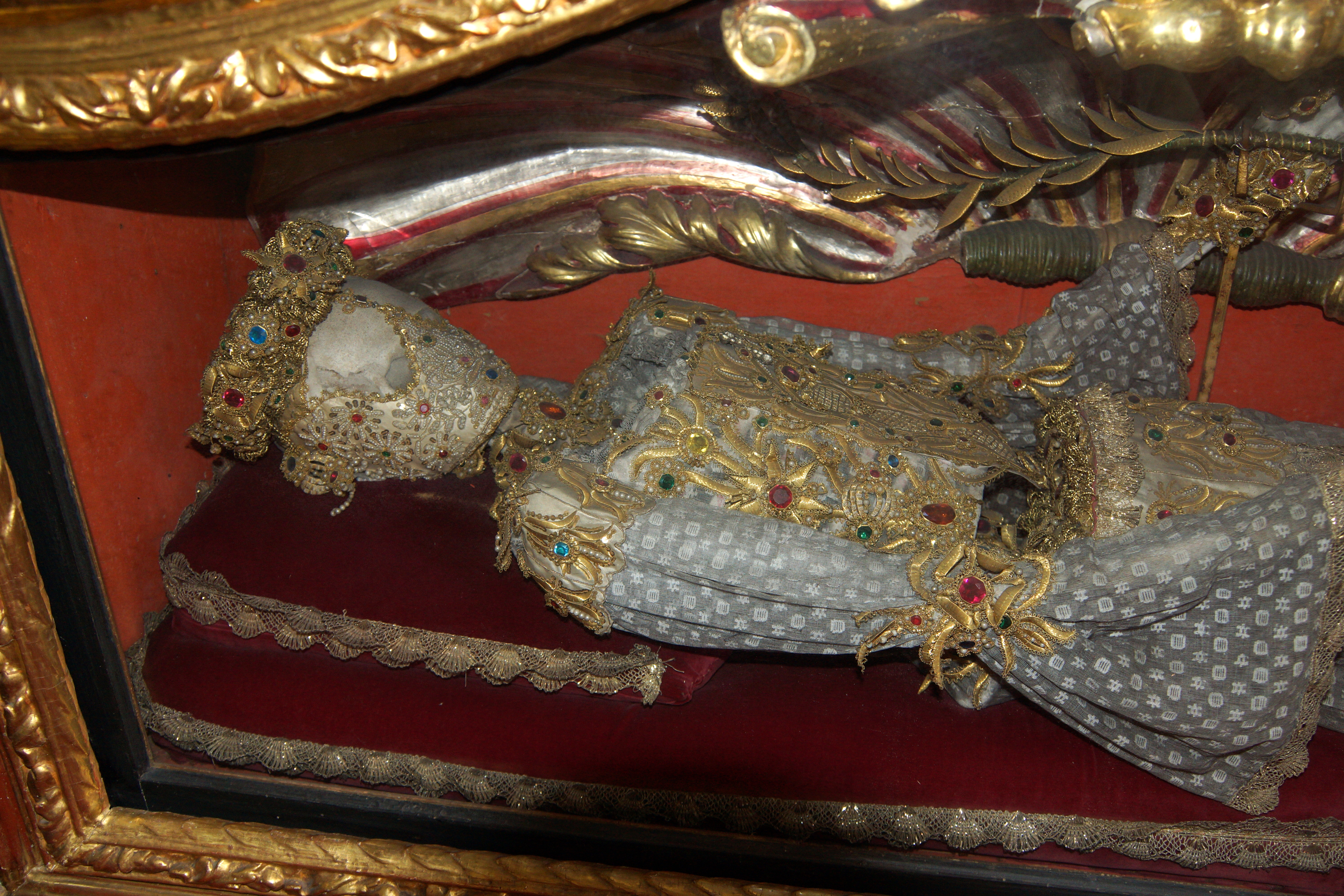
Св. Биргитта (монастырь Гнаденберг, Берг-бай-Ноймаркт-ин-дер-Оберпфальц)
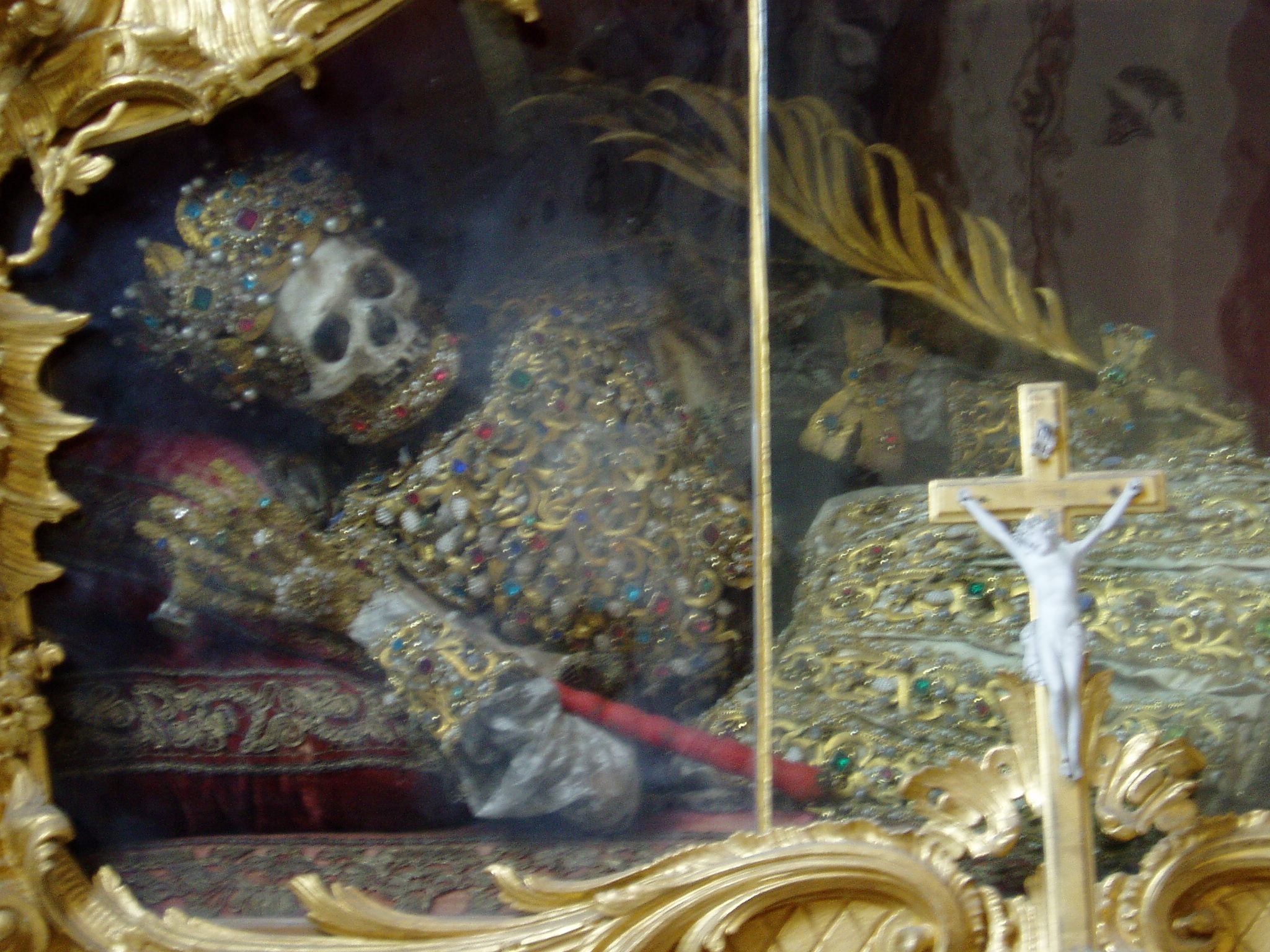
Крипта в Фюрстенфельдбруке
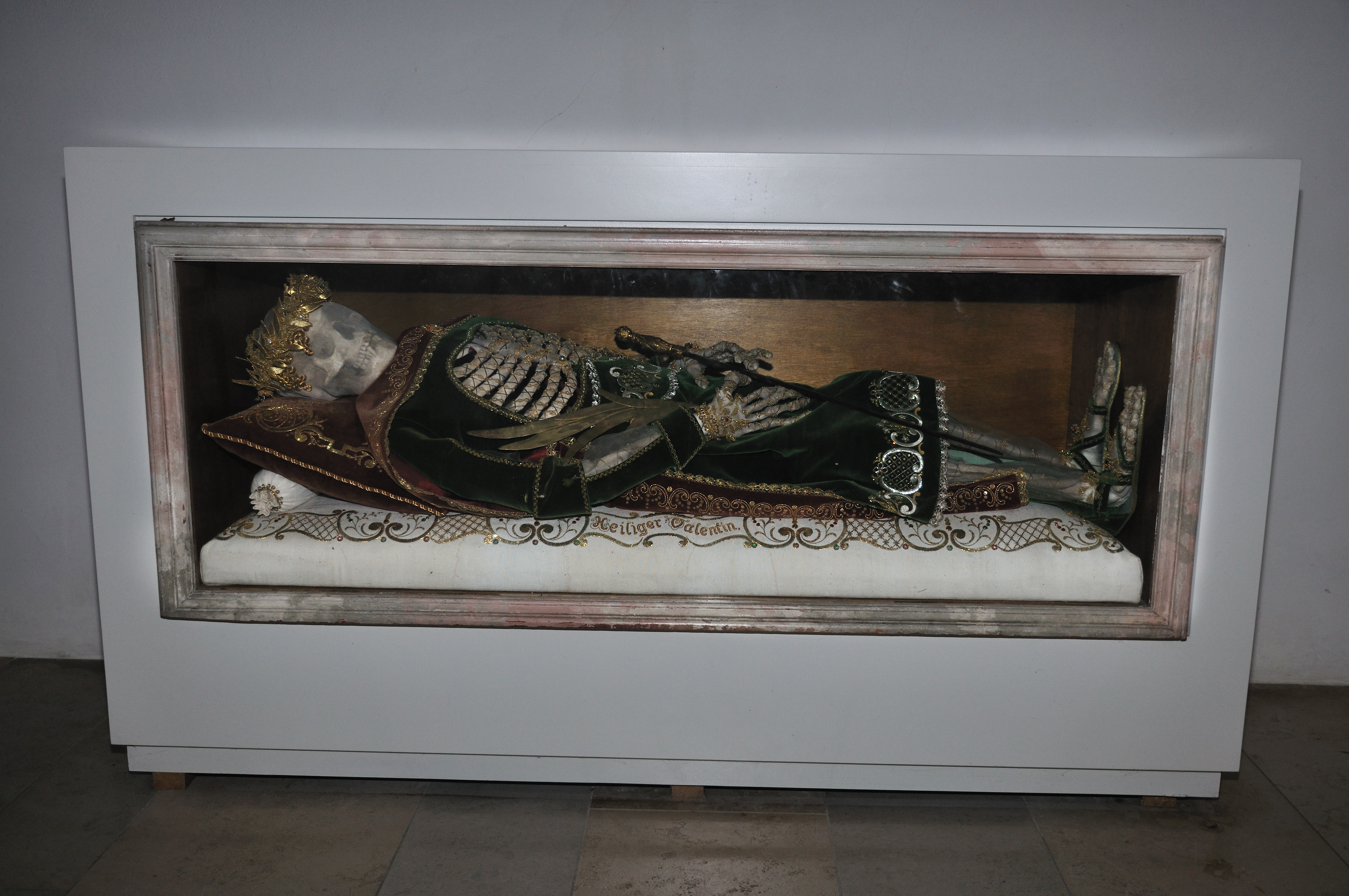
Саркофаг Св. Валентина (Капелла церкви Св. Дионисия, Теттнанг)